# Trần Sở Hà
Trần Sở Hà (tiếng Trung: 陳楚河; bính âm: Chén Chǔhé; sinh ngày 9 tháng 5 năm 1978) là một diễn viên và người mẫu Đài Loan.

## Tiểu sử
Sở Hà là con trai cả của Trần Khải Lễ , không lâu sau khi anh được sinh ra, cha mẹ anh chia tay nên anh ở với ông bà ngoại. Anh học du lịch tại Đại học Văn hóa Trung Quốc ở Đài Bắc .
Dù đam mê với con đường nghệ thuật nhưng vì nhiều lý do mà Trần Sở Hà vào nghề khá trễ.
Năm 27 tuổi anh mới bắt đầu đi học diễn xuất tại Bắc Ảnh và có vai diễn đầu tay.
Năm 32 tuổi, anh đã nghe theo tiếng gọi của đam mê và bay từ Đài Loan sang Trung Quốc để thi vào Học viện nghệ thuật Bắc Kinh - nơi đào tạo diễn viên nổi tiếng.
Vai diễn đầu tiên của anh chính là vai nam phụ trong bộ phim Kung Fu Bóng Rổ. Đây cũng chính là lúc mà Trần Sở Hà và Châu Kiệt Luân bắt đầu tình bạn khắng khít với nhau.
Nhờ vào tài diễn xuất ấn tượng cũng như nhan sắc đỉnh cao, Trần Sở Hà đã nhận được lời mời vào vai nam chính trong phim Hạ Gia Tam Thiên Kim từng cực hot 1 thời. Tuy vậy, cho đến bộ phim Định Mệnh Anh Yêu Em thì cái tên của ngôi sao này mới có thể thực sự tỏa sáng dù chỉ là vai diễn phụ. Nhân vật của anh là 1 chàng trai không chỉ có vẻ ngoài hoàn hảo mà lại còn tốt bụng và rất chung tình. Từ bộ phim này, cái tên Trần Sở Hà đã khiến khán giả Trung Quốc phải ghi nhớ.
Năm 2016, mỹ nam Đài Loan này bất ngờ gặp tai nạn trong khi đang tham gia 1 show truyền hình thực tế tại Trung Quốc. Anh bị gãy xương đùi và phải tạm rời xa ánh đèn sân khấu 1 thời gian để tịnh dưỡng. Mãi đến vài năm sau, Trần Sở Hà mới có thể lại tái xuất để tiếp tục theo đuổi đam mê nghệ thuật của mình.

## Đời tư
Khi anh vừa chân ướt chân ráo bước vào giới giải trí, truyền thông Hoa ngữ đã rất tò mò về xuất thân của anh. Dù vậy mọi thứ đều là bí mật. Năm 2007, khi các tay săn ảnh đã đưa ra bằng chứng về việc anh xuất hiện tại đám tang của ông trùm xã hội đen của bang hội Trúc Liên Bang khét tiếng - Trần Khởi Lễ thì mọi người mới biết được hóa ra anh lại là "thái tử" của giới hắc đạo. Sina còn gọi anh bằng danh xưng "showbiz ai cũng sợ", và là "thái tử hắc bang" hàng thật giá thật. Đứng sau bảo vệ Trần Sở Hà là người cha và bang hội hàng trăm, thậm chí hàng nghìn người. Đến khi cha qua đời, Trần Sở Hà xuất hiện tại tang lễ với nhiều người tháp tùng, từ đó mới lộ thân phận khủng.
Tuy có cha là đại ca xã hội đen danh tiếng lẫy lừng nhưng Trần Sở Hà đã lựa chọn tiến vào giới diễn viên, hứa với cha mình tự thân đứng trên đôi chân của mình, tự mình giành lấy vai diễn, chuyên tâm nghe lời nhắc nhở của cha không được phép nhiễm thói đánh bạc, chơi ma túy.
Điều khiến tất cả công chúng phải khâm phục là Trần Sở Hà mặc định là người thừa kế nhưng trong tang lễ của cha, anh đã chấp nhận ký tên từ bỏ quyền thừa kế khối tài sản hơn 2 tỷ Nhân Dân Tệ trong khi những người khác đều tranh giành đến sứt đầu mẻ trán. Anh lựa chọn vào showbiz, trở thành diễn viên và theo đuổi đam mê, khẳng định chỉ cần với những gì cha anh chỉ dạy cùng với khả năng của mình, anh đủ khả năng tạo ra tất cả những gì mà anh muốn. Sự nổ lực, kiên trì của Trần Sở Hà trong con đường diễn xuất ngày càng nghiêm túc hơn và được khán giả công nhận.
Dù phía sau là 1 thế lực khổng lồ nhưng mỹ nam này chưa bao giờ dựa dẫm vào bất kì ai mà chỉ cố gắng đi lên bằng chính sức lực của mình. Tuy vậy, showbiz không dám đối xử tệ với anh. Ngay cả thiếu gia khét tiếng Vương Tư Thông cũng phải nhường Trần Sở Hà một bước.

## Sự nghiệp
Sở Hà xuất hiện lần đầu tiên trong bộ phim Kungfu Bóng Rổ , nhưng được biết đến nhiều hơn với vai Dylan trong bộ phim truyền hình Đài Loan, Định mệnh anh yêu em. Anh cũng xuất hiện trong hai video âm nhạc của Châu Kiệt Luân cho các bài hát "Sứ Thanh Hoa" trong album On the Run và "Biển Hoa" của Capricorn .
Sau đó, anh nổi tiếng hơn nhờ các vai diễn trong bộ phim truyền hình Hạ gia tam thiên và Thiên Nhai Minh Nguyệt Đao, bộ phim đã giúp anh giành được giải Nam diễn viên được yêu thích nhất tại LeTV Awards.

## Danh sách phim

### Phim truyền hình
| Year | Title                                                                                 | Chinese Title    | Role                           | Notes       |
| ---- | ------------------------------------------------------------------------------------- | ---------------- | ------------------------------ | ----------- |
| 2006 | Như ánh sao rơi                                                                       | 新昨夜星辰       | Ou Mingfei                     |             |
| 2008 | Định mệnh anh yêu em                                                                  | 命中注定我爱你   | Dylan/Đới Kiến Nhân            |             |
| 2010 | Chuyện cổ tích dưới ánh sao                                                           | 星光下的童話     | Tôn Phàm                       |             |
| 2010 | Lưu Tinh Hồ Điệp Kiếm                                                                 | 流星蝴蝶剑       | Mạnh Tinh Hồn / Trần Trung Dân |             |
| 2010 | Hạ gia tam thiên kim                                                                  | 夏家三千金       | Chung Hạo Thiên                |             |
| 2011 | Tiền Đa Đa giá nhân ký / Võng lạc bản / Nhật ký lấy chồng của Tiền Đa Đa              | 钱多多嫁人记     | Hứa Phi                        |             |
| 2012 | Tiểu Hồng Nhan                                                                        | 笑红颜           | Nhị thiếu gia Tô Minh Viễn     |             |
| 2012 | Thiên Nhai Minh Nguyệt Đao                                                            | 天涯明月刀       | Diệp Khai                      |             |
| 2012 | Đầu Bài                                                                               | 头牌             | Kim Cửu Linh                   |             |
| 2013 | Ngã yếu đương không tả (Tôi muốn làm tiếp viên hàng không)                            | 我要当空姐       | Trương Thiếu Đàm               |             |
| 2013 | Tình yêu của Ngải Lạc Lạc / Ngải Lạc Lạc đích la mạn đế khắc / Ái tựu bất chuyển loan | 艾乐乐的罗曼蒂克 | Đường Nhất Phàm                |             |
| 2015 | Bách tại mi tiệp                                                                      | 迫在眉睫         | Hạ Thái                        |             |
| 2015 | Yêu Phải Anh Em                                                                       | 爱上哥们         | Đỗ Tử Phong                    |             |
| 2018 | Đấu phá thương khung                                                                  | 斗破蒼穹         | Dược Trần                      | [ 1 ]       |
| 2020 | Tam sinh tam thế chẩm thượng thư                                                      | 三生三世枕上书   | Chiết Nhan Thượng Thần         | [ 2 ]       |
| 2020 | Trùng Khởi Chi Cực Hải Thính Lôi                                                      | 重启之极海听雷   | Hei Xiazi                      |             |
| 2022 | Luận Anh Hùng Ai Mới Là Anh Hùng                                                      | 说英雄谁是英雄   | Tô Mộng Chẩm                   | [ 3 ] [ 4 ] |

### Phim điện ảnh
| Year | Title          | Chinese Title | Role     | Notes |
| ---- | -------------- | ------------- | -------- | ----- |
| 2008 | KungFu bóng rổ | 大灌篮        | Tiêu Lam |       |
| 2009 | Thích lăng     | 刺陵          | Pu Ying  |       |
| 2012 | Moonlight Love | 月光恋        | Ah Kun   |       |

### Chương trình truyền hình
| Year | Title            | Chinese Title | Channel    | Notes |
| ---- | ---------------- | ------------- | ---------- | ----- |
| 2016 | Cộng Sự Phi Phàm | 非凡搭档      | Jiangsu TV | Cast  |

### MV
| Year | Title        | Chinese Title | Singer    | Album       |
| ---- | ------------ | ------------- | --------- | ----------- |
| 2007 | Sứ Thanh Hoa | 青花瓷        | Jay Chou  | On the Run  |
| 2008 | Biển Hoa     | 花海          | Jay Chou  | Capricorn   |
| 2010 | Brothers     | 哥儿们        | Kang Kang | North Drift |